# Рубана рана
Рубана рана (лат. Vulnus caesum) — рана, яка завдавалась важким гострим предметом (сокира, шашка), має рівні краї, характеризуються глибоким пошкодженням тканин з крововиливом навколо країв рани. Відрізняються сильною кровотечею, пошкодженням кісток і внутрішніх органів.

## Клінічні прояви
Чим рясніше іннервація пошкодженої області чутливими нервами, тим сильніший раневий біль. Зяяння рани (Hiatus), тобто розбіжність її країв і стінок, залежить від локалізації, здібності, рухливості пошкоджених тканин. Зяяння шкірних ран в місцях найбільшої рухливості (наприклад, поперечні рани в області суглобів) завжди дуже виражено.
Внутрішня кровотеча характеризується виливом крові в пошкоджену тканину або анатомічну порожнину (суглоба, черевну, плевральну тощо), тому розрізняють внутрішньотканинну і внутрішньопорожнинну кровотечі. В залежності від виду анатомічної порожнини кровотеча отримує відповідну назву, наприклад, кровотеча в порожнину суглоба називають гемартрозом, плеври — гемотораксом.
Вторинна, або повторна кровотеча виникає через кілька годин або днів після зупинки первинної, раптово, або її появі передують підвищення температури тіла, посилення болю, промокання пов'язки кров'ю. Причинами такої кровотечі можуть бути:
- недостатньо ретельна зупинка первинної кровотечі;
- відрив тромбу потоком крові;
- повторна травма тканин або грануляцій;
- груба перев'язка: швидка зміна пов'язки, тампону, серветки;
- пошкодження судин уламками кістки, сторонніми тілами, не видаленими з рани;
- розрив стінки забитої судини вище місця легування. З інших причин слід відзначити порушення тромбо- і фібрінотворення при нестачі в організмі аскорбінової кислоти (вітаміну С) і філохінону (вітаміну К); розвиток ранової інфекції, особливо гнильної, що сприяє розплавлення тканин і судинних тромбів.